# Temporada 2014 de GP2 Series
La temporada 2014 de GP2 Series fue la décima edición de la competición de GP2, una serie de apoyo a la temporada 2014 de Fórmula 1.
La temporada anterior fue propuesta para ser la última temporada que utilizaría el coche Dallara GP2 de tercera generación, el Dallara GP2/11, introducido en 2011, pero la serie continuará utilizándolo un año más por tres años más debido a razones de reducción de costos. La serie continuará utilizando los neumáticos suministrados por P Pirelli. RT RUSSIAN TIME es el equipo campeón vigente que defenderá su título de equipos.

## Escuderías y pilotos
Nota: Como todos los equipos usan los chasis Dallara GP2/11 con el motor Mecachrome V8 de Renault y neumáticos Pirelli, no se especifican los datos de los vehículos.
| Escudería                                                     | N.º                 | Piloto              | Rondas    |
| ------------------------------------------------------------- | ------------------- | ------------------- | --------- |
| RT RUSSIAN TIME                                               | 1                   | Mitch Evans         | Todas     |
| RT RUSSIAN TIME                                               | 2                   | Artiom Markélov     | Todas     |
| Carlin                                                        | 3                   | Felipe Nasr         | Todas     |
| Carlin                                                        | 4                   | Julián Leal         | Todas     |
| Racing Engineering                                            | 5                   | Raffaele Marciello  | Todas     |
| Racing Engineering                                            | 6                   | Stefano Coletti     | Todas     |
| DAMS                                                          | 7                   | Jolyon Palmer       | Todas     |
| DAMS                                                          | 8                   | Stéphane Richelmi   | Todas     |
| ART Grand Prix                                                | 9                   | Takuya Izawa        | Todas     |
| ART Grand Prix                                                | 10                  | Stoffel Vandoorne   | Todas     |
| Hilmer Motorsport                                             | 11                  | Daniel Abt          | 1–10      |
| Hilmer Motorsport                                             | 11                  | Nicholas Latifi     | 11        |
| Hilmer Motorsport                                             | 12                  | Facu Regalia        | 1–4       |
| Hilmer Motorsport                                             | 12                  | Jon Lancaster       | 5–11      |
| Rapax                                                         | 14                  | Adrian Quaife-Hobbs | 1–9       |
| Rapax                                                         | 14                  | Tio Ellinas         | 10        |
| Rapax                                                         | 14                  | Kevin Giovesi       | 11        |
| Rapax                                                         | 15                  | Simon Trummer       | Todas     |
| Arden International                                           | 16                  | René Binder         | Todas     |
| Arden International                                           | 17                  | André Negrão        | 1, 3–11   |
| Arden International                                           | 17                  | Tom Dillmann        | 2         |
| \| \| EQ8 Caterham Racing[23] \| \| Caterham Racing[24] \| \| | 18                  | Rio Haryanto        | Todas     |
| \| \| EQ8 Caterham Racing[23] \| \| Caterham Racing[24] \| \| | 19                  | Alexander Rossi     | 1–5       |
| \| \| EQ8 Caterham Racing[23] \| \| Caterham Racing[24] \| \| | 19                  | Tom Dillmann        | 6–8       |
| \| \| EQ8 Caterham Racing[23] \| \| Caterham Racing[24] \| \| | 19                  | Pierre Gasly        | 9–11      |
| MP Motorsport                                                 | 20                  | Daniël de Jong      | Todas     |
| MP Motorsport                                                 | 21                  | Jon Lancaster       | 1         |
| MP Motorsport                                                 | 21                  | Tio Ellinas         | 2–4       |
| MP Motorsport                                                 | 21                  | Marco Sørensen      | 5–11      |
| Trident                                                       | 22                  | Axcil Jefferies     | 1         |
| Trident                                                       | 22                  | Sergio Canamasas    | 2–11      |
| Trident                                                       | 23                  | Johnny Cecotto Jr.  | Todas     |
| Venezuela GP Lazarus                                          | 24                  | Nathanaël Berthon   | Todas     |
| Venezuela GP Lazarus                                          | 25                  | Conor Daly          | 1–8, 11   |
| Venezuela GP Lazarus                                          | 25                  | Sergio Campana      | 9–10      |
| Campos Racing                                                 | 26                  | Arthur Pic          | Todas     |
| Campos Racing                                                 | 27                  | Kimiya Sato         | 1–5, 7–11 |
| Campos Racing                                                 | 27                  | Alexander Rossi     | 6         |
| Bandera de Malasia                                            | EQ8 Caterham Racing |                     |           |
| Bandera de Malasia                                            | Caterham Racing     |                     |           |

## Cambios para la Temporada

### Cambios de pilotos
- El piloto de la serie Super Fórmula, el japonés Takuya Izawa, debutará en la GP2 Series con ART Grand Prix.[11]
- Raffaele Marciello, el campeón de 2013 del Campeonato europeo de Fórmula 3, entrará debutará en el equipo Racing Engineering.[8]
- El sbcampeón de 2013 de Fórmula Tres Alemana  Artiom Markélov, se unirá a la GP2 para RT RUSSIAN TIME.[5]
- André Negrão se unirá a la GP2, en el equipo Arden.[21]
- Arthur Pic se unirá a la serie con Campos Racing.[36]
- Facu Regalia, el subcampeón de la GP3 Series, se unirá a la serie con Hilmer Motorsport.[14]
- El subcampeón de 2013 la Auto GP, el japonés Kimiya Sato con Campos Racing[39]
- El subcampeón de 2013 de la Fórmula Renault 3.5 Series Stoffel Vandoorne conducirá para ART Grand Prix como piloto propmocionado por el equipo McLaren de Fórmula 1.[11]

### Modificaciones en los equipos
- El alemán Daniel Abt dejó ART Grand Prix para unirse a Hilmer Motorsport,[12] así como tendrá un calendario doble, ya que también disputará las primeras fechas en el Campeonato Mundial de Fórmula E.
- Nathanaël Berthon, quien corrió para Trident Racing llega al Venezuela GP Lazarus.[34]
- René Binder cambiará de Venezuela GP Lazarus para Arden International.[20][21]
- Johnny Cecotto Jr. dejó Arden International y volverá a Trident Racing, el equipo para el cual ya compitió en 2010.[33]
- Stefano Coletti, quien corrió para Rapax cambiará a Racing Engineering.[9]
- Mitch Evans pasará de Arden International a RT RUSSIAN TIME.[5]
- Rio Haryanto sale de Addax Team para unirse a Caterham Racing, sustituyendo a Sergio Canamasas.[25]
- El colombiano Omar Julián Leal cambió de Racing Engineering a Carlin, y tendrá de compañero al 3° en la general del campeonato GP2 de 2013, al brasileño Felipe Nasr, quien fue confirmado continuar en el equipo.[7]
- Jolyon Palmer dejará Carlin para unirse a DAMS.[10]
- Después de haber piloteado para MP Motorsport y Hilmer Motorsport en 2013, Adrian Quaife-Hobbs cambiará a Rapax en 2014.[16]

### Se retiran de la categoría
- El británico Sam Bird dejará RT RUSSIAN TIME y la GP2 Series para unirse al equipo norteamericano Starworks Motorsport para competir en la Temporada 2014 del United SportsCar Championship.[40]
- El sueco Marcus Ericsson dejará la serie para debutar en la Fórmula 1 en el equipo Caterham.[41]
- El suizo Fabio Leimer, campeón de 2013 de la GP2 Series con Racing Engineering,[42] dejará la serie, ya que no se permite el actual campeón continuar en la categoría.

### Cambios en los equipos
- Addax Team dejará el campeonato así como el director del equipo, el español Alejandro Agag, ya que se concentrará sus esfuerzos en la organización de la primera edición del Campeonato Mundial de Fórmula E. Su lugar será ocupado por el otro español Adrián Campos con el regreso de su equipo a la categoría, el Campos Racing,[4] que volverá al campeonato después de que Campos vendió originalmente el equipo a Agag en 2009, mientras se preparaba su fallido intento de saltar a la Fórmula 1.

- Hilmer Motorsport formó una sociedad con el equipo de Fórmula 1 Force India para convertirse en el equipo junior de Force India en la GP2.[14]

- RT RUSSIAN TIME se separó de su asociación Motopark Academy, que dirigían los coches del equipo en 2013 y, tras la muerte del fundador del equipo Igor Mazepa,[43]  reclutó a los miembros de iSport International para el equipo.[5]

## Calendario
El calendario final para la temporada fue confirmado el 6 de diciembre del 2013, añadiendo los circuitos de Sochi y Red Bull Ring reemplazando a los circuitos de Kuala Lumpur y Singapur.
| Rondas | Rondas | Circuito                                     | País        | Fecha           |
| ------ | ------ | -------------------------------------------- | ----------- | --------------- |
| 1      | L      | Circuito Internacional de Baréin, Sakhir     | Baréin      | 5 de abril      |
| 1      | C      | Circuito Internacional de Baréin, Sakhir     | Baréin      | 6 de abril      |
| 2      | L      | Circuito de Barcelona-Cataluña, Montmeló     | España      | 10 de mayo      |
| 2      | C      | Circuito de Barcelona-Cataluña, Montmeló     | España      | 11 de mayo      |
| 3      | L      | Circuito de Mónaco, Montecarlo               | Mónaco      | 23 de mayo      |
| 3      | C      | Circuito de Mónaco, Montecarlo               | Mónaco      | 24 de mayo      |
| 4      | L      | Red Bull Ring, Spielberg                     | Austria     | 21 de junio     |
| 4      | C      | Red Bull Ring, Spielberg                     | Austria     | 22 de junio     |
| 5      | L      | Circuito de Silverstone, Silverstone         | Reino Unido | 5 de julio      |
| 5      | C      | Circuito de Silverstone, Silverstone         | Reino Unido | 6 de julio      |
| 6      | L      | Hockenheimring, Hockenheim                   | Alemania    | 19 de julio     |
| 6      | C      | Hockenheimring, Hockenheim                   | Alemania    | 20 de julio     |
| 7      | L      | Hungaroring, Budapest                        | Hungría     | 26 de julio     |
| 7      | C      | Hungaroring, Budapest                        | Hungría     | 27 de julio     |
| 8      | L      | Circuito de Spa-Francorchamps, Francorchamps | Bélgica     | 23 de agosto    |
| 8      | C      | Circuito de Spa-Francorchamps, Francorchamps | Bélgica     | 24 de agosto    |
| 9      | L      | Autodromo Nazionale di Monza, Monza          | Italia      | 6 de septiembre |
| 9      | C      | Autodromo Nazionale di Monza, Monza          | Italia      | 7 de septiembre |
| 10     | L      | Autódromo de Sochi, Sochi                    | Rusia       | 11 de octubre   |
| 10     | C      | Autódromo de Sochi, Sochi                    | Rusia       | 12 de octubre   |
| 11     | L      | Circuito Yas Marina, Abu Dabi                | EAU         | 22 de noviembre |
| 11     | C      | Circuito Yas Marina, Abu Dabi                | EAU         | 23 de noviembre |

## Resultados

### Entrenamientos

#### Pretemporada
| Test | Circuito   | Fecha       | Mejor clasificado | Escudería           | Tiempo   | Vueltas |
| ---- | ---------- | ----------- | ----------------- | ------------------- | -------- | ------- |
| 1.º  | Yas Marina | 11 de marzo | Jolyon Palmer     | DAMS                | 1:49.126 | 35      |
| 1.º  | Yas Marina | 12 de marzo | Jolyon Palmer     | Trident Racing      | 1:50.311 | 63      |
| 1.º  | Yas Marina | 13 de marzo | Jon Lancaster     | MP Motorsport       | 1:49.653 | 45      |
|      |            |             |                   |                     |          |         |
| 2.º  | Sakhir     | 19 de marzo | Alexander Rossi   | EQ8 Caterham Racing | 1:40.604 | 43      |
| 2.º  | Sakhir     | 20 de marzo | Rio Haryanto      | EQ8 Caterham Racing | 1:39.129 | 67      |
| 2.º  | Sakhir     | 21 de marzo | Jon Lancaster     | MP Motorsport       | 1:39.647 | 55      |

#### Postemporada
| Circuito   | Fecha           | Mejor clasificado | Escudería | Tiempo   | Vueltas |
| ---------- | --------------- | ----------------- | --------- | -------- | ------- |
| Yas Marina | 27 de noviembre | Pierre Gasly      | DAMS      | 1:48.948 | 41      |
| Yas Marina | 28 de noviembre | Pierre Gasly      | DAMS      | 1:48.663 | 57      |
| Yas Marina | 29 de noviembre | Pierre Gasly      | DAMS      | 1:48.231 | 53      |

### Temporada
| Ronda | Ronda | Ronda             | Pole Position      | Vuelta rápida      | Piloto ganador     | Escudería ganadora | Resultados |
| ----- | ----- | ----------------- | ------------------ | ------------------ | ------------------ | ------------------ | ---------- |
| 1     | L     | Sakhir            | Jolyon Palmer      | Jolyon Palmer      | Stoffel Vandoorne  | ART Grand Prix     | Resultados |
| 1     | C     | Sakhir            |                    | Jolyon Palmer      | Jolyon Palmer      | DAMS               | Resultados |
| 2     | L     | Barcelona         | Stéphane Richelmi  | Julián Leal        | Johnny Cecotto Jr. | Trident            | Resultados |
| 2     | C     | Barcelona         |                    | Jolyon Palmer      | Felipe Nasr        | Carlin             | Resultados |
| 3     | L     | Montecarlo        | Jolyon Palmer      | Jolyon Palmer      | Jolyon Palmer      | DAMS               | Resultados |
| 3     | C     | Montecarlo        |                    | Stefano Coletti    | Stéphane Richelmi  | DAMS               | Resultados |
| 4     | L     | Spielberg         | Johnny Cecotto Jr. | Felipe Nasr        | Felipe Nasr        | Carlin             | Resultados |
| 4     | C     | Spielberg         |                    | Stefano Coletti    | Johnny Cecotto Jr. | Trident            | Resultados |
| 5     | L     | Silverstone       | Raffaele Marciello | Mitch Evans        | Mitch Evans        | RT RUSSIAN TIME    | Resultados |
| 5     | C     | Silverstone       |                    | Stefano Coletti    | Felipe Nasr        | Carlin             | Resultados |
| 6     | L     | Hockenheim        | Jolyon Palmer      | Jolyon Palmer      | Mitch Evans        | RT RUSSIAN TIME    | Resultados |
| 6     | C     | Hockenheim        |                    | Stefano Coletti    | Stefano Coletti    | Racing Engineering | Resultados |
| 7     | L     | Budapest          | Felipe Nasr        | Tom Dillmann       | Arthur Pic         | Campos Racing      | Resultados |
| 7     | C     | Budapest          |                    | Stoffel Vandoorne  | Stoffel Vandoorne  | ART Grand Prix     | Resultados |
| 8     | L     | Spa-Francorchamps | Stoffel Vandoorne  | Raffaele Marciello | Raffaele Marciello | Racing Engineering | Resultados |
| 8     | C     | Spa-Francorchamps |                    | Felipe Nasr        | Felipe Nasr        | Carlin             | Resultados |
| 9     | L     | Monza             | Stoffel Vandoorne  | Jolyon Palmer      | Stoffel Vandoorne  | ART Grand Prix     | Resultados |
| 9     | C     | Monza             |                    | Stefano Coletti    | Jolyon Palmer      | DAMS               | Resultados |
| 10    | L     | Sochi             | Stoffel Vandoorne  | Stoffel Vandoorne  | Jolyon Palmer      | DAMS               | Resultados |
| 10    | C     | Sochi             |                    | Arthur Pic         | Marco Sørensen     | MP Motorsport      | Resultados |
| 11    | L     | Yas Marina        | Stoffel Vandoorne  | Jolyon Palmer      | Stoffel Vandoorne  | ART Grand Prix     | Resultados |
| 11    | C     | Yas Marina        |                    | Stoffel Vandoorne  | Stefano Coletti    | Racing Engineering | Resultados |

## Cambios en el reglamento
Se requerirá que los pilotos utilicen tanto el más difícil compuesto "Primario" y el compuesto de neumáticos más blandos Como "Opción" durante las tandas de la carrera larga, lo que refleja la influencia de las reglas de la F1. Anteriormente, los conductores habían tenido la libertad de usar los dos compuestos como con su libertad disponible, ambos compuestos de neumáticos fueron utilizados en el curso de la competencia disputada.

## Neumáticos
| Compuesto | SAK | BAR | MON | SPI | SIL | HOC | BUD | SPA | MNZ | SOC | YMC |
| --------- | --- | --- | --- | --- | --- | --- | --- | --- | --- | --- | --- |
| Principal | H   | H   | S   | M   | H   | M   | M   | H   | H   | M   | M   |
| Opcional  | S   | S   | SS  | S   | M   | S   | S   | M   | M   | S   | SS  |
| Lluvia    | W   | W   | W   | W   | W   | W   | W   | W   | W   | W   | W   |

## Clasificaciones

### Sistema de puntuación
Los puntos se otorgarán a los 10 primeros clasificados en la carrera larga, y a los primeros 8 clasificados en la carrera corta. El piloto que logre la pole position en la carrera principal también recibirá cuatro puntos y dos puntos serán entregados al piloto que marque la vuelta rápida entre los diez primeros, tanto en la carrera larga como en la corta. No hay puntos extras otorgados a la pole en la carrera corta.
Puntos de carrera larga
| Posición | 1º | 2º | 3º | 4º | 5º | 6º | 7º | 8º | 9º | 10º | Pole | VR |
| Puntos   | 25 | 18 | 15 | 12 | 10 | 8  | 6  | 4  | 2  | 1   | 4    | 2  |

Puntos de carrera corta
Los puntos se otorgarán a los primeros 8 clasificados.
| Posición | 1º | 2º | 3º | 4º | 5º | 6º | 7º | 8º | VR |
| Puntos   | 15 | 12 | 10 | 8  | 6  | 4  | 2  | 1  | 2  |

### Campeonato de pilotos
| Pos. | Piloto              | SAK | SAK | BAR | BAR | MON | MON | SPI | SPI | SIL | SIL | HOC | HOC | BUD | BUD | SPA | SPA | MNZ | MNZ | SOC | SOC | YMC | YMC | Puntos |
| ---- | ------------------- | --- | --- | --- | --- | --- | --- | --- | --- | --- | --- | --- | --- | --- | --- | --- | --- | --- | --- | --- | --- | --- | --- | ------ |
| 1    | Jolyon Palmer       | 3   | 1   | 2   | 2   | 1   | 7   | 5   | 6   | 2   | 4   | 3   | 6   | 4   | 2   | 6   | 3   | 8   | 1   | 1   | 10  | 2   | Ret | 276    |
| 2    | Stoffel Vandoorne   | 1   | 22  | 13  | 10  | 14  | 13  | 2   | 15  | 3   | 9   | 2   | 3   | 7   | 1   | 2   | 6   | 1   | 13  | 5   | 2   | 1   | 5   | 229    |
| 3    | Felipe Nasr         | 8   | 4   | 3   | 1   | 3   | Ret | 1   | Ret | 7   | 1   | 5   | 2   | 6   | 3   | 4   | 1   | 6   | 6   | 17  | 3   | 4   | 2   | 224    |
| 4    | Mitch Evans         | 14  | 7   | 14  | 20† | 2   | 6   | 7   | 4   | 1   | 7   | 1   | 11  | 12  | 9   | 5   | 4   | 3   | 20† | 2   | 4   | 3   | 4   | 174    |
| 5    | Johnny Cecotto, Jr. | 21  | 14  | 1   | 6   | 4   | 4   | 6   | 1   | 6   | 3   | 7   | Ret | Ret | Ret | 3   | 2   | 10  | Ret | 19  | 23† | 6   | 6   | 140    |
| 6    | Stefano Coletti     | 4   | 23  | 16  | 8   | Ret | 9   | 4   | 2   | 4   | 2   | 4   | 1   | 18  | Ret | Ret | 7   | 9   | 2   | Ret | 8   | 7   | 1   | 136    |
| 7    | Arthur Pic          | 5   | 9   | 6   | 4   | 6   | 5   | 10  | 13  | 11  | 22† | 19  | Ret | 1   | 6   | 15  | 20  | 2   | 7   | 4   | 5   | 8   | 3   | 124    |
| 8    | Raffaele Marciello  | 18  | 24  | Ret | 16  | 12  | 19  | 3   | 3   | Ret | Ret | 17  | Ret | 19  | 8   | 1   | 14  | Ret | 18  | 3   | Ret | 11  | 7   | 74     |
| 9    | Stéphane Richelmi   | 19  | 5   | 10  | 7   | 8   | 1   | 14  | 10  | 8   | 6   | 10  | Ret | Ret | 11  | 21  | 12  | 4   | 3   | 22  | 18  | 5   | 9   | 73     |
| 10   | Julián Leal         | 2   | 3   | 4   | 5   | Ret | 16  | 13  | 7   | 5   | 5   | 16  | 18  | Ret | 15  | 13  | 10  | 13  | 17  | 9   | 17  | 12  | 11  | 68     |
| 11   | Marco Sørensen      |     |     |     |     |     |     |     |     | 9   | 8   | 9   | 4   | 10  | 10  | 14  | 11  | 7   | 4   | 8   | 1   | Ret | 21  | 47     |
| 12   | André Negrão        | 20  | 18  |     |     | Ret | 15  | 16  | 14  | 20  | 16  | 18  | 21  | 15  | Ret | 9   | 8   | 5   | 5   | 6   | 6   | Ret | 24  | 31     |
| 13   | Adrian Quaife-Hobbs | 10  | 6   | 9   | 9   | 9   | 8   | 24  | 18  | 13  | 15  | 14  | 8   | 2   | 12  | 11  | 21  | 14  | 8   |     |     |     |     | 30     |
| 14   | Sergio Canamasas    |     |     | 17  | 18  | 5   | 2   | 15  | 9   | 15  | Ret | 15  | 13  | Ret | DNS | 20  | Ret | 18  | DSQ | 7   | Ret | 16  | 8   | 29     |
| 15   | Rio Haryanto        | 16  | 16  | 5   | Ret | 7   | 3   | 11  | 17  | 21  | Ret | 22† | 10  | Ret | 17  | Ret | 16  | 16  | 16  | 18  | 15  | 9   | 12  | 28     |
| 16   | Daniel Abt          | 13  | 13  | Ret | 12  | Ret | 17  | 17  | 23  | 10  | 11  | 20  | 15  | 5   | 5   | 8   | 5   | Ret | 10  | Ret | 13  |     |     | 27     |
| 17   | Simon Trummer       | 7   | 2   | 12  | Ret | Ret | 18  | 20  | 20  | 25  | 18  | 6   | 14  | 11  | 13  | 18  | 17  | 19  | 11  | 15  | 21  | 17  | 16  | 26     |
| 18   | Takuya Izawa        | 6   | 12  | 20  | 13  | Ret | Ret | 9   | 8   | 16  | 23† | 13  | 19  | 3   | 21† | 16  | 22  | Ret | 14  | 20  | 22  | 13  | 10  | 26     |
| 19   | Tom Dillmann        |     |     | 8   | 3   |     |     |     |     |     |     | 12  | 9   | 9   | 19† | 12  | 9   |     |     |     |     |     |     | 18     |
| 20   | Nathanaël Berthon   | 23† | 17  | Ret | Ret | 17  | 12  | 22  | 25  | 17  | 12  | 8   | 17  | 8   | 4   | 22  | 15  | 12  | 19† | 10  | 9   | 15  | 13  | 17     |
| 21   | Alexander Rossi     | 22  | 25  | Ret | 14  | 16  | 11  | 8   | 5   | 12  | 21  | Ret | 7   |     |     |     |     |     |     |     |     |     |     | 12     |
| 22   | Tio Ellinas         |     |     | 7   | 11  | 10  | 22  | 23  | 22  |     |     |     |     |     |     |     |     |     |     | 21  | 14  |     |     | 7      |
| 23   | Jon Lancaster       | 17  | 15  |     |     |     |     |     |     | 22  | 13  | Ret | 5   | 17  | 16  | 19  | Ret | 11  | 15  | 12  | 16  | 18  | 14  | 6      |
| 24   | Artiom Markélov     | 15  | 10  | 11  | Ret | Ret | Ret | 21  | 16  | 18  | 17  | Ret | 12  | 16  | 20† | 7   | Ret | 21  | Ret | 16  | 12  | Ret | 19  | 6      |
| 25   | René Binder         | 9   | 8   | 15  | Ret | Ret | 20  | 12  | 12  | 24  | 19  | 11  | 22  | 20  | 14  | Ret | 23  | 20  | Ret | 23  | Ret | Ret | 23  | 3      |
| 26   | Conor Daly          | 12  | Ret | 18  | Ret | 13  | 10  | 18  | 11  | 14  | 10  | 21  | 20  | 13  | 7   | Ret | 19  |     |     |     |     | 20  | 15  | 2      |
| 27   | Kimiya Sato         | Ret | 19  | 19  | 15  | 15  | 14  | Ret | 19  | 23  | 20  |     |     | Ret | Ret | 17  | 18  | Ret | 12  | 13  | 7   | 14  | 22  | 2      |
| 28   | Daniël de Jong      | 11  | 11  | Ret | 19  | 11  | Ret | 19  | 21  | 19  | 14  | Ret | 16  | 14  | 18  | 10  | 13  | Ret | 9   | 14  | 19  | 10  | Ret | 2      |
| 29   | Pierre Gasly        |     |     |     |     |     |     |     |     |     |     |     |     |     |     |     |     | 17  | Ret | 11  | 11  | 21  | 18  | 0      |
| 30   | Sergio Campana      |     |     |     |     |     |     |     |     |     |     |     |     |     |     |     |     | 15  | Ret | DNS | 20  |     |     | 0      |
| 31   | Facu Regalia        | Ret | 20  | Ret | 17  | Ret | 21  | Ret | 24  |     |     |     |     |     |     |     |     |     |     |     |     |     |     | 0      |
| 32   | Nicholas Latifi     |     |     |     |     |     |     |     |     |     |     |     |     |     |     |     |     |     |     |     |     | 22  | 17  | 0      |
| 33   | Kevin Giovesi       |     |     |     |     |     |     |     |     |     |     |     |     |     |     |     |     |     |     |     |     | 19  | 20  | 0      |
| 34   | Axcil Jefferies     | Ret | 21  |     |     |     |     |     |     |     |     |     |     |     |     |     |     |     |     |     |     |     |     | 0      |
| Pos. | Piloto              | SAK | SAK | BAR | BAR | MON | MON | SPI | SPI | SIL | SIL | HOC | HOC | BUD | BUD | SPA | SPA | MNZ | MNZ | SOC | SOC | YMC | YMC | Puntos |

| Color     | Resultado              |
| --------- | ---------------------- |
| Oro       | Ganador                |
| Plata     | 2.ª plaza              |
| Bronce    | 3.ª plaza              |
| Verde     | Finalizó en los puntos |
| Azul      | Finalizó sin puntos    |
| Azul      | NC - No clasificado    |
| Violeta   | Ret - No terminó       |
| Rojo      | DNQ - No se clasificó  |
| Negro     | DSQ - Descalificado    |
| Blanco    | DNS - No empezó        |
| Blanco    | WD - Retirado          |
| Blanco    | C - Carrera cancelada  |
| Sin color | DNP - No participó     |
| Sin color | INJ - Lesionado        |
| Sin color | EX - Excluido          |

| Estado  | Resultado |
| ------- | --- |
| Negrita | Pole position |
| Cursiva | Vuelta rápida puntuable, el piloto cumplió los requisitos para ser bonificado con uno o más puntos por lograr la vuelta rápida |
| †       | Abandona, pero clasifica al completar el porcentaje requerido para ello                                                        |

### Campeonato de escuderías
| Pos. | Escudería            | N.º | SAK | SAK | BAR | BAR | MON | MON | SPI | SPI | SIL | SIL | HOC | HOC | BUD | BUD | SPA | SPA | MNZ | MNZ | SOC | SOC | YMC | YMC | Puntos |
| ---- | -------------------- | --- | --- | --- | --- | --- | --- | --- | --- | --- | --- | --- | --- | --- | --- | --- | --- | --- | --- | --- | --- | --- | --- | --- | ------ |
| 1    | DAMS                 | 7   | 3   | 1   | 2   | 2   | 1   | 7   | 5   | 6   | 2   | 4   | 3   | 6   | 4   | 2   | 6   | 3   | 8   | 1   | 1   | 10  | 2   | Ret | 349    |
| 1    | DAMS                 | 8   | 19  | 5   | 10  | 7   | 8   | 1   | 14  | 10  | 8   | 6   | 10  | Ret | Ret | 11  | 21  | 12  | 4   | 3   | 22  | 18  | 5   | 9   | 349    |
| 2    | Carlin               | 3   | 8   | 4   | 3   | 1   | 3   | Ret | 1   | Ret | 7   | 1   | 5   | 2   | 6   | 3   | 4   | 1   | 6   | 6   | 17  | 3   | 4   | 2   | 292    |
| 2    | Carlin               | 4   | 2   | 3   | 4   | 5   | Ret | 16  | 13  | 7   | 5   | 5   | 16  | 18  | Ret | 15  | 13  | 10  | 13  | 17  | 9   | 17  | 12  | 11  | 292    |
| 3    | ART Grand Prix       | 9   | 6   | 12  | 20  | 13  | Ret | Ret | 9   | 8   | 16  | 23† | 13  | 19  | 3   | 21† | 16  | 22  | Ret | 14  | 20  | 22  | 13  | 10  | 255    |
| 3    | ART Grand Prix       | 10  | 1   | 22  | 13  | 10  | 14  | 13  | 2   | 15  | 3   | 9   | 2   | 3   | 7   | 1   | 2   | 6   | 1   | 13  | 5   | 2   | 1   | 5   | 255    |
| 4    | Racing Engineering   | 5   | 18  | 24  | Ret | 16  | 12  | 19  | 3   | 3   | Ret | Ret | 17  | Ret | 19  | 8   | 1   | 14  | Ret | 18  | 3   | Ret | 11  | 7   | 210    |
| 4    | Racing Engineering   | 6   | 4   | 23  | 16  | 8   | Ret | 9   | 4   | 2   | 4   | 2   | 4   | 1   | 18  | Ret | Ret | 7   | 9   | 2   | Ret | 8   | 7   | 1   | 210    |
| 5    | RT RUSSIAN TIME      | 1   | 14  | 7   | 14  | 20† | 2   | 6   | 7   | 4   | 1   | 7   | 1   | 11  | 12  | 9   | 5   | 4   | 3   | 20† | 2   | 4   | 3   | 4   | 180    |
| 5    | RT RUSSIAN TIME      | 2   | 15  | 10  | 11  | Ret | Ret | Ret | 21  | 16  | 18  | 17  | Ret | 12  | 16  | 20† | 7   | Ret | 21  | Ret | 16  | 12  | Ret | 19  | 180    |
| 6    | Trident              | 22  | Ret | 21  | 17  | 18  | 5   | 2   | 15  | 9   | 15  | Ret | 15  | 13  | Ret | DNS | 20  | Ret | 18  | DSQ | 7   | Ret | 16  | 8   | 169    |
| 6    | Trident              | 23  | 21  | 14  | 1   | 6   | 4   | 4   | 6   | 1   | 6   | 3   | 7   | Ret | Ret | Ret | 3   | 2   | 10  | Ret | 19  | 23† | 6   | 6   | 169    |
| 7    | Campos Racing        | 26  | 5   | 9   | 6   | 4   | 6   | 5   | 10  | 13  | 11  | 22† | 19  | Ret | 1   | 6   | 15  | 20  | 2   | 7   | 4   | 5   | 8   | 3   | 128    |
| 7    | Campos Racing        | 27  | Ret | 19  | 19  | 15  | 15  | 14  | Ret | 19  | 23  | 20  | Ret | 7   | Ret | Ret | 17  | 18  | Ret | 12  | 13  | 7   | 14  | 22  | 128    |
| 8    | MP Motorsport        | 20  | 11  | 11  | Ret | 19  | 11  | Ret | 19  | 21  | 19  | 14  | Ret | 16  | 14  | 18  | 10  | 13  | Ret | 9   | 14  | 19  | 10  | Ret | 56     |
| 8    | MP Motorsport        | 21  | 17  | 15  | 7   | 11  | 10  | 22  | 23  | 22  | 9   | 8   | 9   | 4   | 10  | 10  | 14  | 11  | 7   | 4   | 8   | 1   | Ret | 21  | 56     |
| 9    | Rapax                | 14  | 10  | 6   | 9   | 9   | 9   | 8   | 24  | 18  | 13  | 15  | 14  | 8   | 2   | 12  | 11  | 21  | 14  | 8   | 21  | 14  | 19  | 20  | 56     |
| 9    | Rapax                | 15  | 7   | 2   | 12  | Ret | Ret | 18  | 20  | 20  | 25  | 18  | 6   | 14  | 11  | 13  | 18  | 17  | 19  | 11  | 15  | 21  | 17  | 16  | 56     |
| 10   | Arden International  | 16  | 9   | 8   | 15  | Ret | Ret | 20  | 12  | 12  | 24  | 19  | 11  | 22  | 20  | 14  | Ret | 23  | 20  | Ret | 23  | Ret | Ret | 23  | 48     |
| 10   | Arden International  | 17  | 20  | 18  | 8   | 3   | Ret | 15  | 16  | 14  | 20  | 16  | 18  | 21  | 15  | Ret | 9   | 8   | 5   | 5   | 6   | 6   | Ret | 24  | 48     |
| 11   | Caterham Racing      | 18  | 16  | 16  | 5   | Ret | 7   | 3   | 11  | 17  | 21  | Ret | 22† | 10  | Ret | 17  | Ret | 16  | 16  | 16  | 18  | 15  | 9   | 12  | 42     |
| 11   | Caterham Racing      | 19  | 22  | 25  | Ret | 14  | 16  | 11  | 8   | 5   | 12  | 22  | 12  | 9   | 9   | 19† | 12  | 9   | 17  | Ret | 11  | 11  | 21  | 18  | 42     |
| 12   | Hilmer Motorsport    | 11  | 13  | 13  | Ret | 12  | Ret | 17  | 17  | 23  | 10  | 11  | 20  | 15  | 5   | 5   | 8   | 5   | Ret | 10  | Ret | 13  | 22  | 17  | 33     |
| 12   | Hilmer Motorsport    | 12  | Ret | 20  | Ret | 17  | Ret | 21  | Ret | 24  | 22  | 13  | Ret | 5   | 17  | 16  | 19  | Ret | 11  | 15  | 12  | 16  | 18  | 14  | 33     |
| 13   | Venezuela GP Lazarus | 24  | 23† | 17  | Ret | Ret | 17  | 12  | 22  | 25  | 17  | 12  | 8   | 17  | 8   | 4   | 22  | 15  | 12  | 19† | 10  | 9   | 15  | 13  | 19     |
| 13   | Venezuela GP Lazarus | 25  | 12  | Ret | 18  | Ret | 13  | 10  | 18  | 11  | 14  | 10  | 21  | 20  | 13  | 7   | Ret | 19  | 15  | Ret | DNS | 20  | 20  | 15  | 19     |
| Pos. | Escudería            | N.º | SAK | SAK | BAR | BAR | MON | MON | SPI | SPI | SIL | SIL | HOC | HOC | BUD | BUD | SPA | SPA | MNZ | MNZ | SOC | SOC | YMC | YMC | Puntos |

| Color     | Resultado              |
| --------- | ---------------------- |
| Oro       | Ganador                |
| Plata     | 2.ª plaza              |
| Bronce    | 3.ª plaza              |
| Verde     | Finalizó en los puntos |
| Azul      | Finalizó sin puntos    |
| Azul      | NC - No clasificado    |
| Violeta   | Ret - No terminó       |
| Rojo      | DNQ - No se clasificó  |
| Negro     | DSQ - Descalificado    |
| Blanco    | DNS - No empezó        |
| Blanco    | WD - Retirado          |
| Blanco    | C - Carrera cancelada  |
| Sin color | DNP - No participó     |
| Sin color | INJ - Lesionado        |
| Sin color | EX - Excluido          |

| Estado  | Resultado |
| ------- | --- |
| Negrita | Pole position |
| Cursiva | Vuelta rápida puntuable, el piloto cumplió los requisitos para ser bonificado con uno o más puntos por lograr la vuelta rápida |
| †       | Abandona, pero clasifica al completar el porcentaje requerido para ello                                                        |